# Den hellige synode
Den Hellige Synode er et gejstligt organ, der indenfor de autokefale østlige ortodokse kirker og de østlige katolske kirker vælger kirkens  patriark eller overbiskop. Medlemmerne af Den Hellige Synode består af en gruppe af kirkens biskopper. 
I den orientale ortodokse kirke er Den hellige synode den højeste myndighed i kirken og formulerer regler og forskrifter vedrørende kirkelig organisation, tro og liturgi.

## Tidlige synoder
Princippet om at indkalde en synode eller et råd af gejstlige for at drøfte et alvorligt spørgsmål, der berører kirken, går tilbage til begyndelsen af kirkehistorien. Siden den dag, hvor apostlene mødtes i Jerusalem for at afgøre, om ikke-jødiske konvertitter skulle holde den gamle lov (ApG 15:6–29), havde det været skik at sammenkalde sådanne sammenkomster efter behov. Biskopper indkaldte synoder for deres gejstlige, og metropoliter og patriarker indkaldte deres suffraganer, og siden år 325 har der været en række af disse største synoder, der har repræsenteret hele den katolske verden, også kendt som generalkonciler.

## Østlige ortodokse kirke

### Synode i det økumeniske patriarkat
Det økumeniske patriarkat styres af den "hellige og velsignede synode", der har udviklet sig fra udviklet fra "endemousa synoden" (den "residente" synode), der bestod af biskopperne, der boede i eller nær Konstantinopel. Den ledes af patriarken af Konstantinopel og består af tolv hierarker, som hver er medlem i et år, hvor halvdelen af dem udskiftes hver sjette måned.

### Den russiske hellige synode
Den allerhelligste synode eller den mest hellige regerende synode (russisk: Святейший Правительствующий Синод) var en menighed af ortodokse kirkeledere i Rusland. Det blev oprettet af Peter den Store, Stefan Javorskij og Feofan Prokopovitj i januar 1721 for at erstatte patriarkatet i Moskva. Det blev afskaffet efter februarrevolutionen i 1917 og erstattet med et genoprettet patriarkat under Tikhon af Moskva. I det moderne Rusland er den hellige synode i den russisk-ortodokse kirke det højeste styrende organ for den russisk-ortodokse kirke mellem afholdte sobor'er (kirkeligt slavisk: съборъ, en slags konciler, der træffer beslutninger om de overordnede spørgsmål). Den russiske hellige synode ledes af patriarken af Moskva og hele Rus'.

### Den græske hellige synode
Den første af de andre ortodokse kirker, der efterlignede den russiske regering ved at etablere en synode, var kirken i Grækenland. Nationalforsamlingerne i det frie Grækenland i 1822 og 1827 begyndte processen med at gøre deres kirke uafhængig af den økumeniske patriark i Konstantinopel. I 1833 afviste det græske parlament formelt patriarkens autoritet og oprettede i stedet en hellig ledende synode i en nøjagtig efterligning af Den hellige synode i Rusland. Efter en del kontrovers gav patriarken efter og anerkendte i 1850 den græske synode. Siden da har den græske kirke været styret af en hellig synode, præcis som den russiske kirke.
En lov i 1852 regulerede synodens rettigheder og pligter. Den mødtes i Athen under formandskab af Athens Metropolitan. Den græske regering udpegede fire biskopper som medlem af synoden, og medlemmerne aflagde troskabsed til den græske konge og regering. Synodens drøftelser og forhandlinger blev kontrolleret af en kongelig kommissær, som var en lægmand udpeget af regeringen på samme måde som den russiske kommissær. Ingen beslutning var gyldig uden kommissærens samtykke. Der var også sekretærer, skriverkarle og en tjener; alle udpeget af staten. Den hellige synode var den højeste myndighed i den græske kirke og havde de samme rettigheder og pligter som dens russiske forbillede, og blev i liturgien navngivet i stedet for patriarken.
Efter proklamationen af Den Græske Republik i 1924 bortfaldt kongens kontrol af den hellige synode, og med ophøjelsen af Athens Metropolitan til et ærkebispedømme i 1932 blev  ærkebiskoppen navngivet i liturgien. I dag har synoden den øverste myndighed over alle stiftsbiskopper, som alle har statussom Metropolitan underlagt Ærkebiskoppen af Athen og hele Grækenland. 

### Hellige synoder i andre ortodokse kirker
Der er i kirkerne i Rumænien, Serbien og Bulgarien tilsvarende oprettet Hellige synoder, der har højeste autoritet i disse kirker. 

## Orientalsk ortodoksi
Den koptisk-ortodokse kirke i Alexandria er ligeledes organiseret med en Hellige synode som den højeste autoritet i kirken i Alexandria, der formulerer regler og forskrifter vedrørende spørgsmål om kirkens organisation, tro, og liturgi.
Synoden ledes af Paven af Alexandria, og medlemmerne er kirkens Metropolitaner, biskopper, korbiskopper og den Patriarkalske præst for Alexandria.
Tilsvarende er den syrisk-ortodokse kirke organiseret med en Hellig synode som den højeste autoritet. Den syrisk-ortodokse kirke ledes af Patriarken af Antioch med metropolitaner og biskopper som medlemmer.

## Den katolske kirke
Inden for den katolske kirke har hver patriarkalske kirke og hver større ærkebiskopale kirke sin egen bispesynode, som udsteder regler indenfor sit område og fungerer som kirkeligt tribunal. Synoderne i den østlige katolske kirke benævnes ikke med ærefulde adjektiver som "hellig", "hellig og hellig" "helligste", som bruges i nogle østlige ortodokse og orientalsk ortodokse kirker
Der indkaldes til synodemøde for alle kirkens biskopper, når der kræves afgørelse i et spørgsmål, som kun den er bemyndiget til at afgøre, eller når patriarken eller den store ærkebiskop efter samtykke fra den stående synode finder det nødvendigt, eller når mindst en tredjedel af biskopperne anmoder om, at det bliver holdt til at behandle et bestemt spørgsmål. Derudover kræver den enkelte kanoniske lov i nogle af disse kirker, at deres bispesynode indkaldes med forudbestemte mellemrum.